# Enoplognatha afrodite
Enoplognatha afrodite is een spinnensoort in de taxonomische indeling van de kogelspinnen (Theridiidae).
Het dier behoort tot het geslacht Enoplognatha. De wetenschappelijke naam van de soort werd voor het eerst geldig gepubliceerd in 1983 door Heikki Hippa & Oksala.